# نصرالله صادقی‌زاده نیلی
نصرالله صادقی‌زاده نیلی (زاده ۱۳۴۵ نیلی، دایکندی) سیاستمدار افغانستانی و نماینده مردم ولایت دایکندی در دوره‌های پانزدهم و شانزدهم مجلس نمایندگان است. وی در مجلس شانزدهم نمایندگان افغانستان عضو کمیسیون مالی، بودجه، محاسبات عمومی و امور بانک‌ها می‌باشد.

## زندگی‌نامه
نصرالله صادقی‌زاده نیلی، فرزند محمدحسین صادقی نیلی متولد ۱۳۴۵ (خورشیدی) در نیلی، ولایت دایکندی (اروزگان سابق)، در خانواده‌ای از قوم هزاره می‌باشد. ایشان دارای مدرک لیسانس در رشته علوم و معارف اسلامی می‌باشد. وی در دوره جهاد یکی از فرماندهان مردم هزاره در منطقه نیلی بود و مدتی هم در سمت معاونی والی دایکندی فعالیت کرده بود.

## گروگان‌گیری
در ماه قوس ۱۳۹۴ آقای نیلی در جریان یک سفر که به سمت ولایت خود داشت توسط طالبان گروگان گرفته شده بود. وی توانست پس از مدتی از دست طالبان فرار کند و خود را به نیروهای دولتی برساند.

## دیگر فعالیت‌ها
دیگر فعالیت‌های ایشان:
- عضو لویه جرگه اضطراری (۱۳۸۱).
- عضو لویه جرگه قانون اساسی (۱۳۸۲).
- معاون والی دایکندی (۱۳۸۳ تا ۱۳۸۹).